# موسی گودرزی
موسی گودرزی (۱۰ دی ۱۲۷۵  – ۱۰ تیر ۱۳۵۸) قاضی دادگستری و نماینده مجلس شورای ملی بود.
پدرش اسماعیل سلطان از روستای اوجی آباد آمل و جزو ملاکان مازندران بود وی تحصیلات خود را در آمل آغاز کرد. سپس به مدرسه نظام تهران رفت اما به تشویق شیخ عبدالعلی لطفی از قضات بلندپایه عدلیه که از دوستان او بود، مدرسه نظام را ترک گفت و به مدرسه عالی حقوق وارد شد.
پس از پایان تحصیلاتش در سال ۱۳۰۵ خورشیدی ابتدا به وکالت دادگستری پرداخت. سال بعد که علی‌اکبر داور وزیر عدلیه شد و پایه‌ریزی دادگستری نوین ایران را آغاز کرد، و به خدمت در عدلیه دعوت شد. مدتی رئیس محکمه صلح بازار تهران بود و سپس رئیس عدلیه شهرستان‌های سبزوار، نیشابور، سمنان و بیرجند شد.
گودرزی پس از بازگشت به تهران، رئیس یکی از شعب دادگاه‌ها شد. پس از آن قائم‌مقام ثبت کل کشور، رئیس دادگاه املاک، معاون سازمان بازرسی کل کشور، دادستان تهران و دادستان دیوان کیفر شد تا اینکه در سال ۱۳۲۸ به نمایندگی از حوزه انتخابیه بابل در دوره شانزدهم به مجلس شورای ملی راه یافت.
گودرزی پس از پایان دوره نمایندگی‌اش، دادیار و سپس مستشار دیوان عالی کشور شد. بعد تا پایان خدمات قضائی‌اش مستشار دادگاه تجدیدنظر انتظامی قضات بود. گودرزی در شعر و تاریخ هم دستی داشت و نزد آقا میرزا طاهر تنکابنی علم هیئت خوانده بود.